# Aire d'attraction de Rennes
L'aire d'attraction de Rennes est un zonage d'étude défini par l'Insee pour caractériser l'influence sur les communes environnantes de la commune de Rennes, dans le département français d'Ille-et-Vilaine en région Bretagne. Publiée en octobre 2020, elle se substitue à l'aire urbaine de Rennes, qui comportait 182 communes dans le dernier zonage qui remontait à 2010.

## Définition
L'aire d'attraction d'une ville est composée d’un pôle, défini à partir de critères de population et d’emploi ainsi que d’une couronne constituée des communes dont au moins 15 % des actifs travaillent dans le pôle. Le pôle d’attraction constitue ainsi un point de convergence des déplacements domicile-travail,.

## Type et composition
L’aire d'attraction de Rennes est une aire inter-départementale qui comporte 183 communes : 181 situées en Ille-et-Vilaine et 2 dans les Côtes-d'Armor (La Chapelle-Blanche et Plouasne). 
Elle est catégorisée dans les aires de 700 000 habitants ou plus (hors Paris).
Dans la région, la population est relativement peu concentrée dans les pôles. Ainsi, moins d’un tiers de la population y vit contre plus de la moitié au niveau national. C’est en particulier le cas pour l’aire d'attraction de Rennes qui présente une population de 739 974 habitants localisés dans la région et dont 36,2 % résident dans le pôle.
En Bretagne, la population augmente de 0,6 % par an en moyenne entre 2007 et 2017 (+ 0,5 % en France). Pour l’aire de Rennes, elle est de 1,3 %. Le nombre d’emplois présents dans l’aire d’attraction est de 329 886.

### Carte

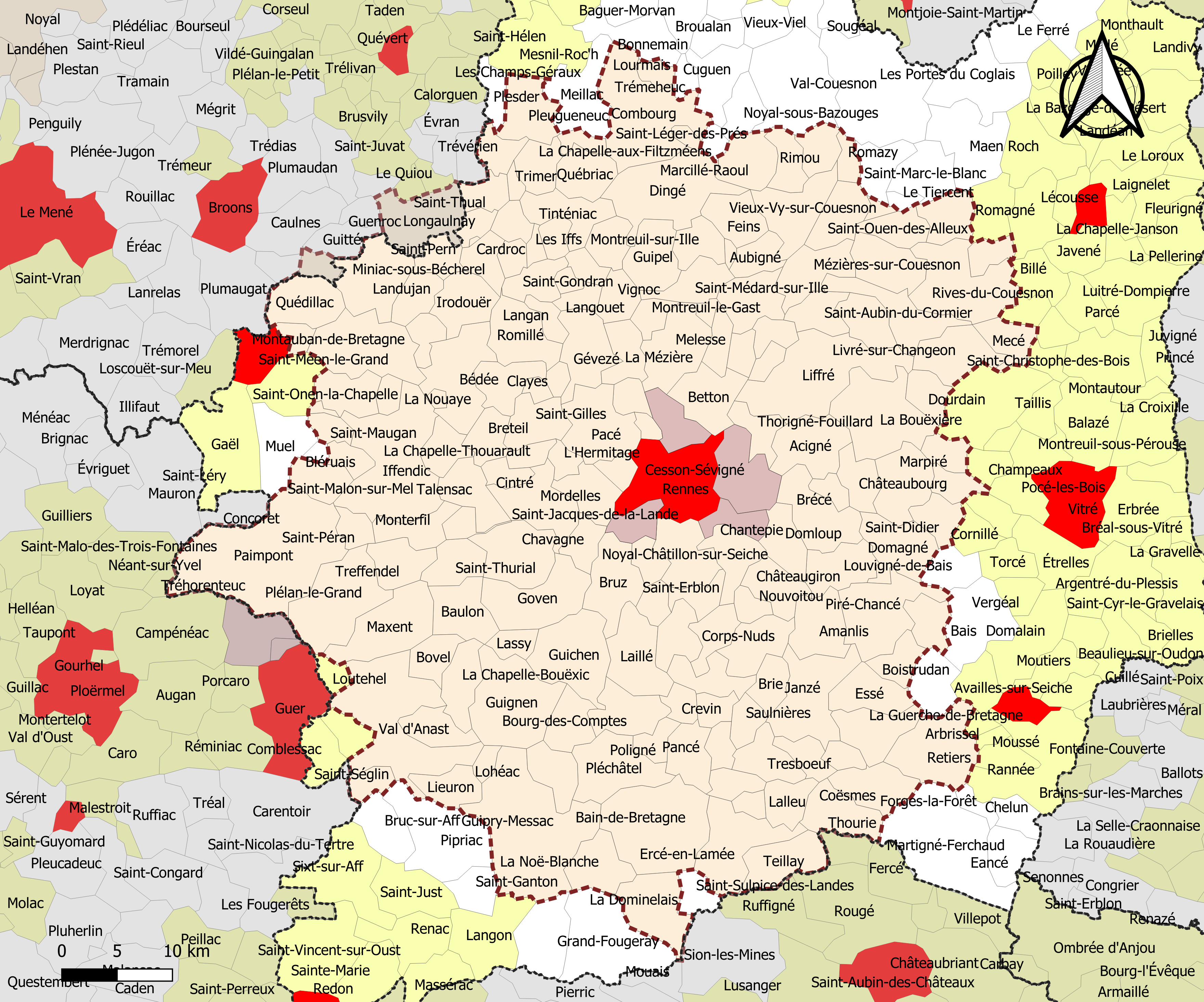
Carte de l'aire d'attraction de Rennes.
Commune-centre
Commune du pôle principal
Commune de la couronne

### Composition communale
| Catégorie                  | Département     | Communes | Communes |
| Catégorie                  | Département     | Nombre   | Libellé |
| -------------------------- | --------------- | -------- | --- |
| Commune-centre             | Ille-et-Vilaine | 1        | Rennes. |
| Communes du pôle principal | Ille-et-Vilaine | 4        | Cesson-Sévigné, Chantepie, Saint-Grégoire, Saint-Jacques-de-la-Lande. |
| Communes de la couronne    | Ille-et-Vilaine | 176      | Acigné, Amanlis, Andouillé-Neuville, Aubigné, Bain-de-Bretagne, Baulon, La Baussaine, Bécherel, Bédée, Betton, Boisgervilly, Boistrudan, La Bosse-de-Bretagne, La Bouëxière, Bourgbarré, Bourg-des-Comptes, Bovel, Bréal-sous-Montfort, Brécé, Breteil, Brie, Bruz, Cardroc, Chanteloup, La Chapelle-aux-Filtzméens, La Chapelle-Bouëxic, La Chapelle-Chaussée, La Chapelle-des-Fougeretz, La Chapelle du Lou du Lac, La Chapelle-Saint-Aubert, La Chapelle-Thouarault, Chartres-de-Bretagne, Chasné-sur-Illet, Châteaubourg, Châteaugiron, Chavagne, Chevaigné, Cintré, Clayes, Coësmes, Combourg, Corps-Nuds, La Couyère, Crevin, Le Crouais, Dingé, Domagné, La Dominelais, Domloup, Dourdain, Ercé-en-Lamée, Ercé-près-Liffré, Essé, Feins, Gahard, Gévezé, Gosné, Goven, Guichen, Guignen, Guipel, Hédé-Bazouges, L'Hermitage, Iffendic, Les Iffs, Irodouër, Janzé, Laillé, Lalleu, Landujan, Langan, Langouet, Lanrigan, Lassy, Lieuron, Liffré, Livré-sur-Changeon, Lohéac, Longaulnay, Lourmais, Marcillé-Raoul, Marpiré, Val d'Anast, Maxent, Mecé, Médréac, Melesse, Mernel, Guipry-Messac, La Mézière, Mézières-sur-Couesnon, Miniac-sous-Bécherel, Montauban-de-Bretagne, Monterfil, Montfort-sur-Meu, Montgermont, Montreuil-le-Gast, Montreuil-sur-Ille, Mordelles, Mouazé, Moulins, La Noë-Blanche, La Nouaye, Nouvoitou, Noyal-Châtillon-sur-Seiche, Noyal-sur-Vilaine, Orgères, Pacé, Paimpont, Pancé, Parthenay-de-Bretagne, Le Petit-Fougeray, Piré-Chancé, Pléchâtel, Plélan-le-Grand, Pleugueneuc, Pleumeleuc, Poligné, Québriac, Quédillac, Retiers, Le Rheu, Rimou, Romazy, Romillé, Saint-Armel, Saint-Aubin-d'Aubigné, Saint-Aubin-du-Cormier, Saint-Brieuc-des-Iffs, Saint-Christophe-de-Valains, Sainte-Colombe, Saint-Didier, Saint-Domineuc, Saint-Erblon, Saint-Germain-sur-Ille, Saint-Gilles, Saint-Gondran, Saint-Gonlay, Saint-Hilaire-des-Landes, Rives-du-Couesnon, Saint-Jean-sur-Vilaine, Saint-Malo-de-Phily, Saint-Malon-sur-Mel, Saint-Maugan, Saint-Médard-sur-Ille, Saint-Ouen-des-Alleux, Saint-Péran, Saint-Pern, Saint-Rémy-du-Plain, Saint-Séglin, Saint-Senoux, Saint-Sulpice-la-Forêt, Saint-Symphorien, Saint-Thual, Saint-Thurial, Saint-Uniac, Saulnières, Le Sel-de-Bretagne, Sens-de-Bretagne, Servon-sur-Vilaine, Talensac, Teillay, Le Theil-de-Bretagne, Thorigné-Fouillard, Thourie, Tinténiac, Treffendel, Tresbœuf, Trévérien, Trimer, Le Verger, Vern-sur-Seiche, Vezin-le-Coquet, Vieux-Vy-sur-Couesnon, Vignoc, Pont-Péan. |
| Communes de la couronne    | Côtes-d'Armor   | 2        | La Chapelle-Blanche, Plouasne. |